# Niccolò Fieschi
Niccolò Fieschi (ur. 1456 w Genui, zm. 15 czerwca 1524 w Rzymie), włoski duchowny, kardynał, z rodziny hrabiów Lavagna. 
Biskup Agde od 22 października 1488 do 15 lutego 1495  oraz jako administrator od 28 listopada 1504 do śmierci. Biskup Fréjus od 14 października 1485 (zrezygnował w 1486) i od 15 lutego 1495 do 5 listopada 15). Kreowany kardynałem 31 maja 1503 przez Aleksandra VI. Od 12 czerwca 1503 roku kardynał diakon Santa Lucia in Septisolio, od 5 października 1506 kardynał prezbiter Santa Prisca, od 5 lutego 1518 kardynał biskup Albano, od 24 lipca 1521 kardynał biskup Sabiny, od 18 grudnia 1523 kardynał biskup Porto e Santa Rufina i od 20 maja 1524 kardynał biskup Ostii e Velletri.  Na życzenie króla Francji Ludwika XII, otrzymał wiele beneficjów we Francji. Administrator diecezji Senez (1507-09), Andria (1517), Tulon (1484-85, 1514-15 i od 1518) i Umbriatico (1517-21). Arcybiskup Embrun (1510-18) i Rawenny (1516-17). Był jednym z faworytów konklawe 1513. 1517 członek komisji kardynalskiej ds. krucjaty przeciw Turcji. Kierował procesem kanonizacyjnym Francesco di Paola (ogłoszony świętym 1 maja 1519). Subdziekan kolegium kardynałów 1523-1524. W styczniu 1524 wybrany opatem klasztoru Tre Fontane w Rzymie. 20 maja 1524 roku objął funkcję Dziekana Świętego Kolegium. Zmarł w wieku 68 lat.